# Carinthilota lada
Carinthilota lada är en stekelart som beskrevs av Sergey A. Belokobylskij 1998. Carinthilota lada ingår i släktet Carinthilota och familjen bracksteklar. Inga underarter finns listade.